# Kaia Gerber
Kaia Jordan Gerber (Los Angeles, 3 settembre 2001) è una modella e attrice statunitense.

## Biografia
È figlia della modella Cindy Crawford e dell'imprenditore Rande Gerber. Ha un fratello maggiore,  Presley Gerber, anch’esso modello. Suo padre è ebreo, mentre sua madre è cristiana. In una intervista ha dichiarato "mio padre è ebreo e mia madre cristiana e sono cresciuta praticando entrambe le religioni, noi lo chiamiamo Natale Chrismukkah. Mi piace conoscere questi lati della mia vita, festeggiamo Pasqua e lo Yom Kippur". Ha frequentato classi online alla Malibu High School.
Kaia Gerber ha iniziato la sua carriera all’età di 10 anni, posando per la linea Young Versace di Versace. Ha debuttato in passerella sfilando per la collezione Calvin Klein di Raf Simons e ha sfilato al fianco di sua madre durante la Fashion Week 2018 della sfilata di Versace. Kaia ha iniziato la sua carriera con una serie di campagne pubblicitarie per marchi come Omega, Marc Jacobs, Versace, ysl, Miu Miu, Valentino, Chanel. Ha sfilato per diverse case di moda e stilisti del calibro di Versace, Chanel, Marc Jacobs, Prada, Alberta Ferretti, Moschino, Ferragamo, Stella McCartney, ysl, Lanvin, Fendi, Bottega Veneta, Anna Sui, Calvin Klein, Alexander Wang, Burberry, Alexander McQueen, Valentino e molti altri.
È apparsa in copertina per riviste come Vogue, Teen Vogue, Pop Magazine,  Love Magazine e i-D. È apparsa nelle edizioni internazionali di Vogue, come Vogue Paris, Vogue Japan, Vogue Italia, Vogue British, Vogue India, Vogue China, Vogue Magazine e nel "The Book Edition" del 2016 di Vogue Netherlands, con sua madre Cindy Crawford. Nel 2016 ha debuttato nel mondo del cinema nel film Sister Cities, interpretando la giovane Caroline. Nel 2018 ha ottenuto contemporaneamente le campagne di Chanel "handbags stories" e Valentino "pre-fall". Ai British Fashion Awards del 2018 ha vinto il premio di modella dell'anno. Nello stesso anno ha firmato una capsule collection con Karl Lagerfeld per il proprio marchio di moda. Nel 2019 è diventata ambasciatrice per le campagne pubblicitarie di ysl Beauty
Nel 2020 è stata la protagonista della campagna pubblicitaria primavera/estate della borsa Louis Vuitton Twist. Nel 2021 ha ottenuto la sua prima copertina statunitense di Vogue. Nel marzo 2021 è stata confermata la partecipazione della Gerber in American Horror Stories, uno spin-off della serie American Horror Story. Nell'ottobre 2021 è stata annunciata la partecipazione di Kaia Gerber, nel ruolo della protagonista, nel cortometraggio The Palisades, sotto la direzione di Carissa Gallo. Assieme a lei ci saranno anche Taylor Cooper e Esther-Rose McGregor. The Palisades è un cortometraggio che esplora le sottigliezze nell'amicizia femminile.

## Vita privata
Dal 2019 al 2020 la Gerber ha avuto una relazione con l'attore e comico statunitense Pete Davidson. Dal 2020 al 2021 è stata fidanzata con l'attore australiano Jacob Elordi. Dal 2021 al 2024 ha avuto una relazione con l’attore Austin Butler.

## Agenzie
Nel 2015 era sotto la IMG Models, ma successivamente è passata sotto la DNA Models.
- DNA Model Management - New York
- Viva Model Management - Parigi, Londra

## Filmografia

### Cinema
- Babylon, regia di Damien Chazelle (2022)
- Bottoms, regia di Emma Seligman (2023)
- Saturday Night, regia di Jason Reitman (2024)

### Televisione
- Sister Cities, regia di Sean Hanish – film TV (2016)
- American Horror Stories – serie TV, episodi 1x02 e 1x07 (2021)
- American Horror Story – serie TV, 4 episodi (2021)
- Palm Royale – serie TV, 10 episodi (2024)
- Overcompensating - L'inganno (Overcompensating) – serie TV, 3 episodi (2025)

## Doppiatrici italiane
Nelle versioni in italiano delle opere in cui ha recitato, Kaia Gerber è stata doppiata da:
- Chiara Oliviero in American Horror Stories, American Horror Story
- Emanuela Ionica in Overcompensating: l'inganno
- Alice Bertocchi in Bottoms
- Chiara Sansone in Saturday Night